# Portus Iulius
Portus Iulius rep el nom del nom complet de l'emperador August, que abans del 27 ae es deia Gai Juli Cèsar Octavià en virtut de la seua adopció pel seu oncle Juli Cèsar. És un port romà construït al 37 ae, i en ús fins al segle IV, en un suburbi costaner de la ciutat romana de Puteoli (actualment Pozzuoli).
S'edificà a la costa a la vora del llac Lucrí, com un important complex portuari que s'estenia fins al llac Avern. Se salvà de la total destrucció de l'erupció del volcà de Monte Nuovo el 1538, que es va formar a la seua banda nord, mentre que part de les restes de les instal·lacions portuàries s'enfonsaren pels fenòmens d'isostàsia que afecten els camps Flegreus i no es redescobriren fins al 1956.

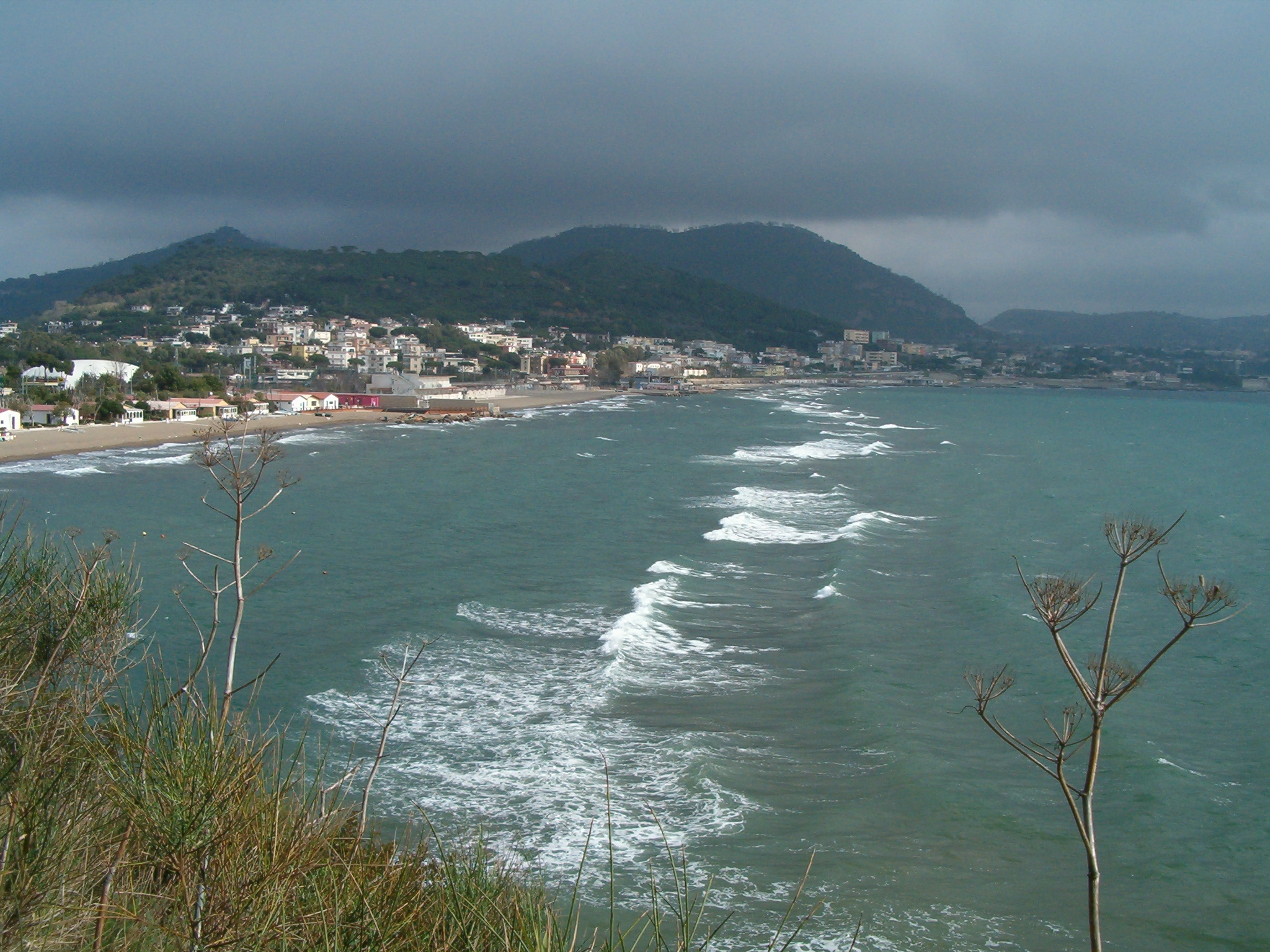
Portus Iulius des de la Punta Epitaffio: el traçat de l'antiga calçada romana de la Via Augusta corria pel terraplè que separava l'antic llac Lucrí del mar, hui submergida pels fenòmens isostàtics, però recognoscible en dies de marea baixa intensa. La curvatura del fons es deu a la presència de l'antic canal d'entrada al llac des del mar

## Història
El port fou construït el 37 ae per ordre de Marc Vipsani Agripa, per voluntat d'August, per servir, inicialment, com a base naval militar durant la Guerra civil que posà fi a la República Romana (62 ae-27 ae), concretament per enfrontar-se a l'amenaça plantejada per Sext Pompeu Pius des de Sicília i l'Àfrica proconsular.
Segons la descripció de Cassi Dió i de Gai Vel·lei Patèrcul, el port oferia un refugi natural per a les naus de guerra romanes, junt amb una important drassana per a reparacions i construccions. S'hi realitzà una important obra d'enginyeria que permetia la connexió del Portus Iulius amb el llac Lucrí, que en època romana era major que ara, i amb el llac Avern, convertit en una rada segura per als vaixells. A més, els boscs propers donaven fusta a les drassanes del port.
Aquestes obres les dirigí l'enginyer Cocceius Auctus, el canal artificial existent que comunicava el primitiu port amb els llacs esmentats amb una longitud de 300 m, va ser allargat altres 50 m i aprofundit; a més a més, al costat dels molls, per la reduïda distància, s'excavà una eixida a la mar, per la platja, per al llac Lucrí.
Portus Iulius tenia un moll costaner de 372 m edificat sobre arcades sostingudes per 15 pilons quadrangulars i protegit de la mar per un dic, damunt del qual passava la Via Herculanea, i que començava a la Punta dell'Epitaffio, al costat de Baiae, fins a prop de la Punta Caruso, incloent-hi l'entrada del canal navegable que comunicava la mar Tirrena amb el llac Lucrí.
El conjunt militar, tal com descriu Estrabó, es completava amb diverses vies subterrànies, com la gruta de Cocceio, construïdes per ordre d'Agripa per comunicar de manera segura el llac Averno amb el port de Cumes.
L'ús militar de Portus Iulius es desplegà durant una mica més de 20 anys, ja que l'escassa profunditat del llac Lucrí es reduïa a poc a poc amb els fenòmens d'isostàsia locals, i per això se cercà un port millor per a la flota, la qual cosa es va realitzar el 12 ae en transferir-la a la nova base naval de Misenum.
Portus Iulius s'utilitzà fins al segle IV com a port comercial. Sota August aquest ús portuari prosperà en estendre's l'activitat cap a Pozzuoli, cosa que permeté la construcció de dos nous barris o vici: vicus Lartidianus i vicus Annianus.
Amb Neró s'intentà excavar un llarg canal navegable, la fossa Neronis, parcialment visible en fotografies aèries, per comunicar el Portus Iulius amb Roma, per permetre un trànsit a resguard de tempestes per a les naus que duien gra a Roma. Aquesta gegantesca obra s'interrompé amb la mort de Neró i mai fou conclosa.

## La decadència del port, la seua desaparició i el seu descobriment sota l'aigua
Portus Iulius restà abandonat a la fi del s. IV a causa del progressiu enfonsament de la costa per fenòmens d'isostàsia que afecten els camps Flegreus. A la fi del s. V, com indica Cassiodor, el moll i els dics s'esfondraren i part dels carreus de pedra es reutilitzaren per a reparar les muralles de Roma.
Més tard, l'enfonsament isostàtic de la costa va fer desaparéixer el llac Lucrí i submergí totalment les restes del Portus Iulius.
Al s. XVI, una erupció va formar el volcà de Monte Nuovo, i elevà parcialment l'àrea on s'alçava l'antic port; tornà a crear el llac Lucrí, malgrat que més menut que el d'època romana.
El port romà es redescobrí al 1956 per fotografies aèries preses pel pilot i submarinista militar Raimondo Bucher. Mercés a aquestes fotos i les excavacions subaqüàtiques efectuades per la Superintendència de Béns Arqueològics, es coneix el conjunt submergit de l'antic port romà i un tram de la Via Herculanea, que comprén prop de 10 ha a una profunditat de 2,5 i 5 m.
Directament, només se'n coneix la part oriental del conjunt: el traçat d'un carrer amb dos magatzems del port als costats, amb uns murs que s'alcen a una altura considerable i són coberts amb opus reticulatum, restes d'estucs i instal·lacions de lampisteria, i a més s'observen restes de la gran casa de pati, disposada obliquament al carrer, que s'identifica amb la domus de l'almirall, perquè encara conserva mosaics.

## Galeria d'imatges

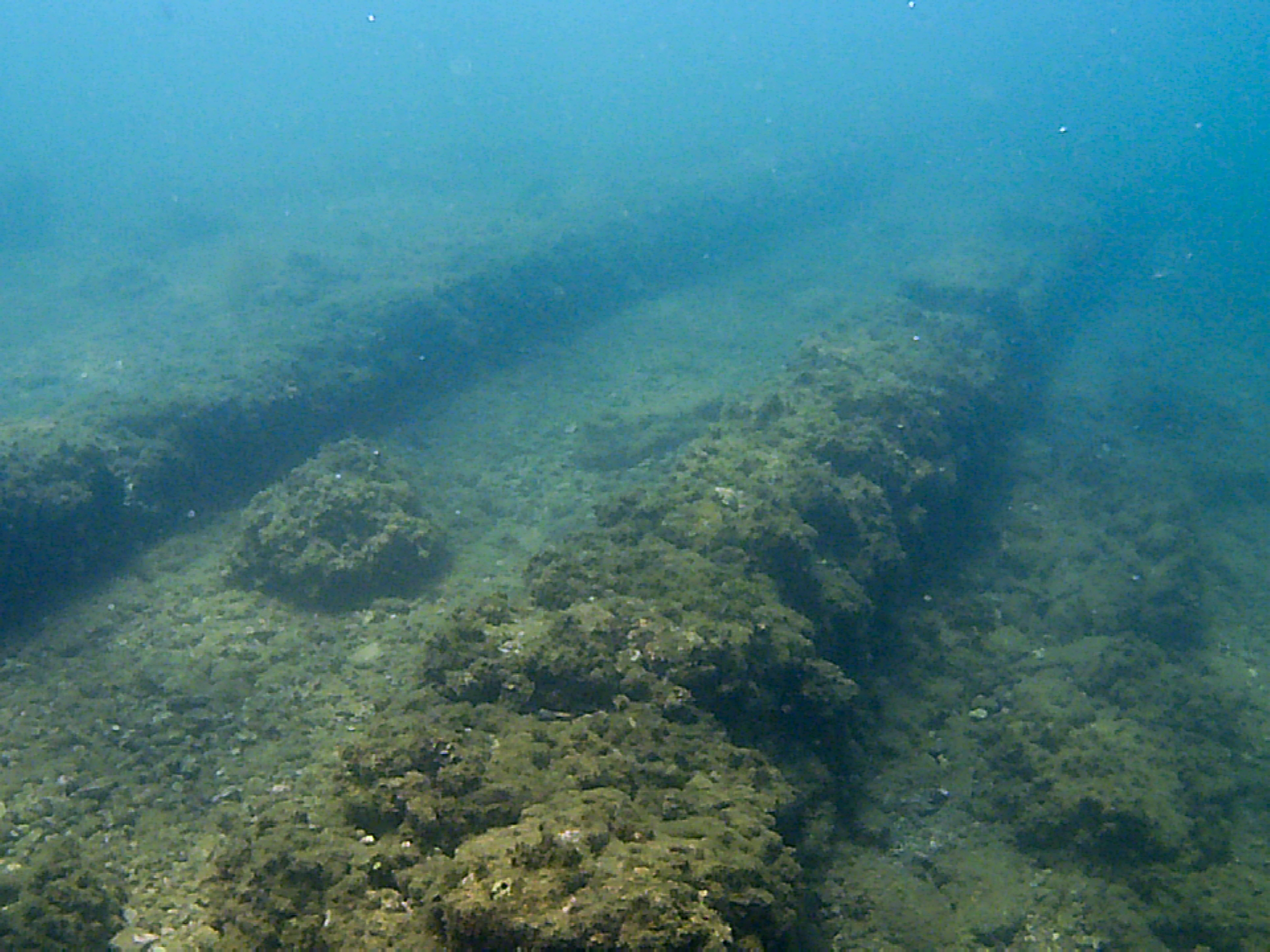
El canal que, des de Portus Iulius, arribava a Baiae
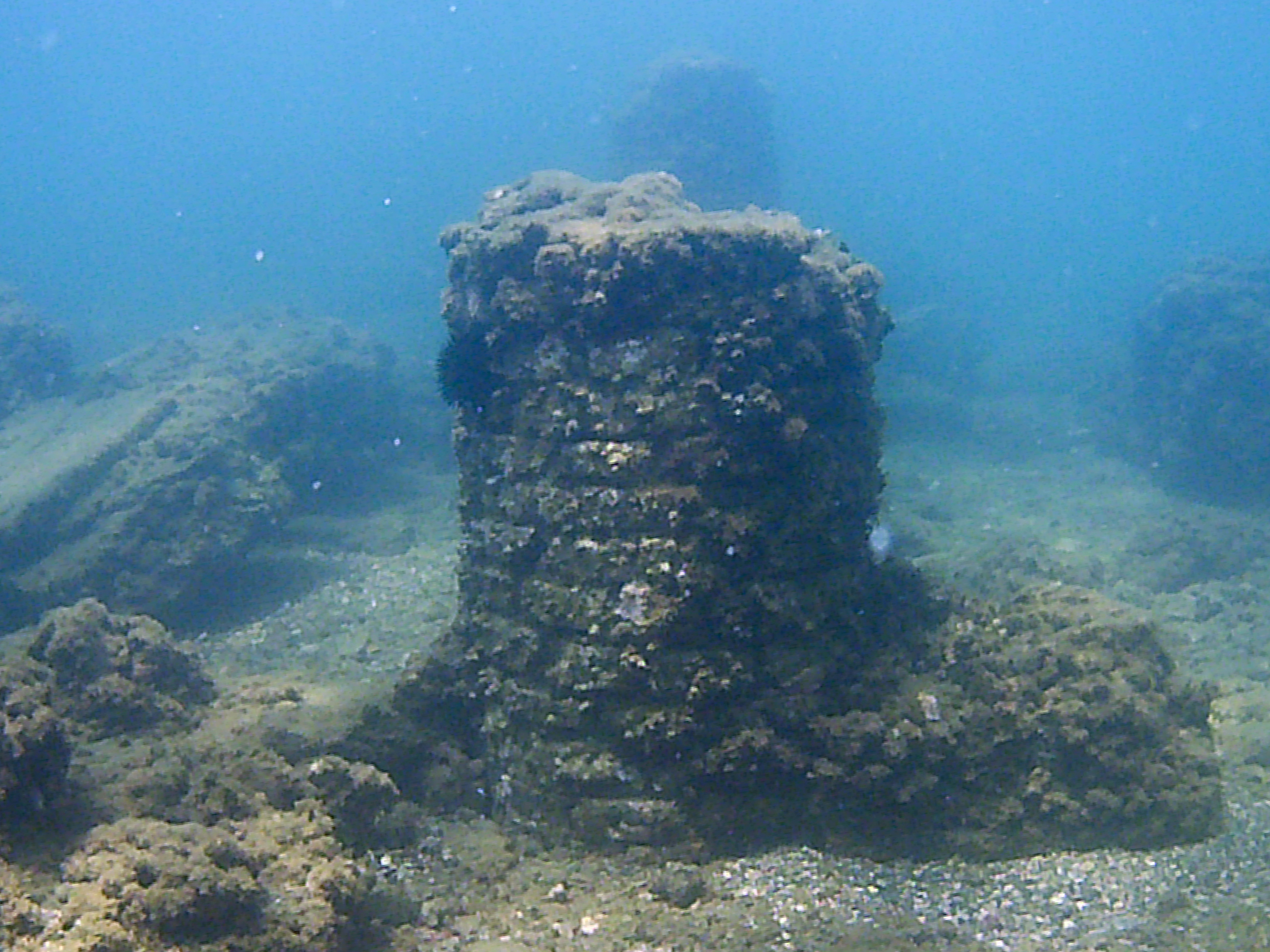
Restes del port
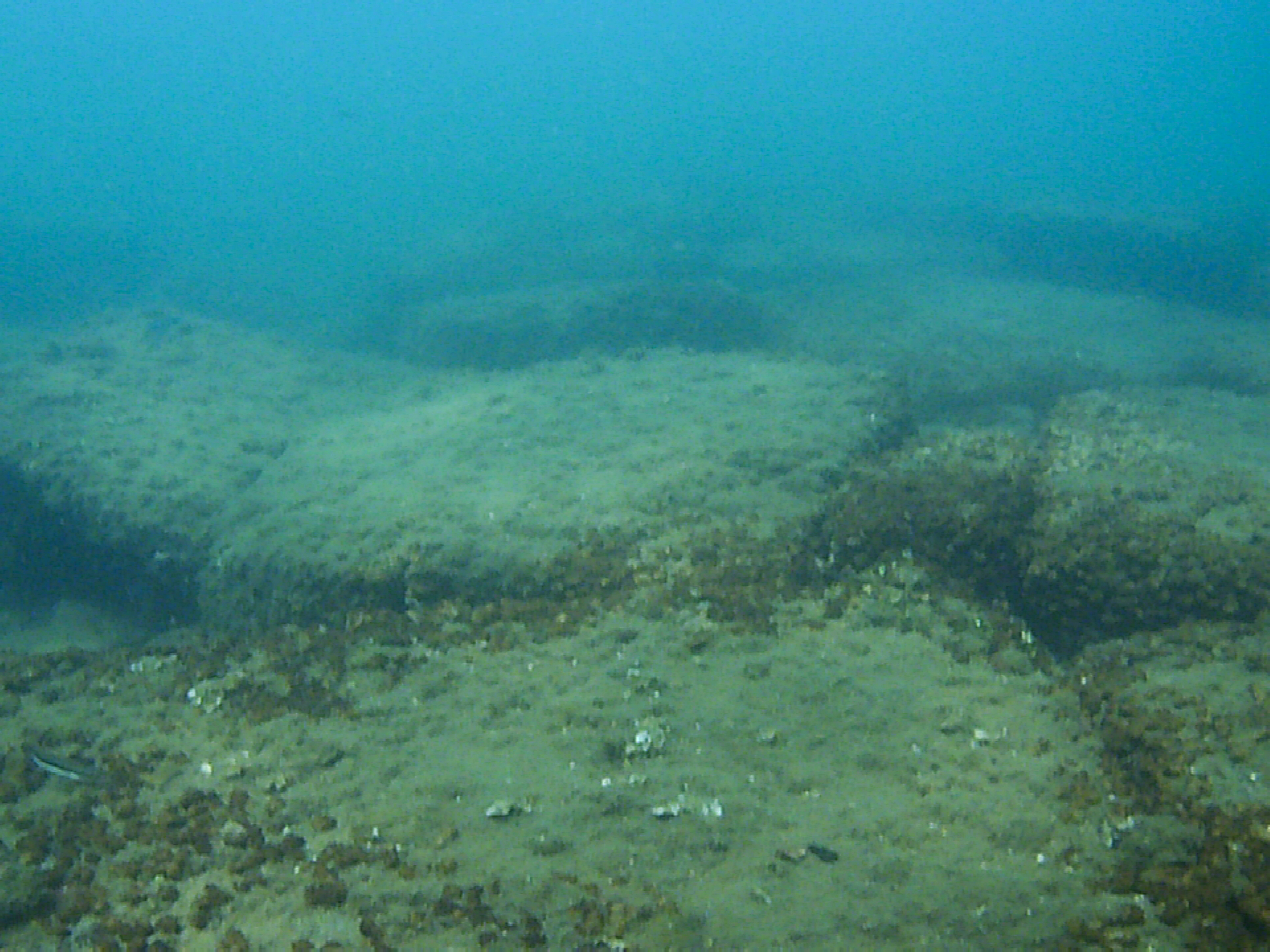
Tram submergit de la via Herculanea